# 고유어
고유어(固有語) 또는 토박이말은 외래어가 아닌 해당 언어의 특정한 단어 또는 어휘를 가리킨다.

## 같이 보기
- 한국어의 고유어